# Ableisme
Ableisme, også kendt som handicapdiskrimination, refererer til diskrimination og udelukkelse af personer med handicap eller funktionelle forskelle baseret på deres evner eller manglende evne til at opfylde samfundets normative standarder. Ableisme kan forekomme på individuelle og systemiske niveauer og kan tage mange former, herunder manglende adgang til uddannelse, arbejde og sociale aktiviteter, fysiske barrierer, stereotype eller stigmatiserende adfærd og tilsidesættelse af individuelle behov og præferencer.
Begrebet ableisme kan spores tilbage til begyndelsen af 1980'erne, hvor det blev brugt af aktivister inden for disability rights-bevægelsen. Ableisme kan påvirke enkeltpersoner og grupper af personer med handicap eller funktionelle forskelle på mange måder, herunder øget marginalisering, social isolation og manglende muligheder.